# Ruslan Mingazov
Ruslan Mingazov (turkmeniska: Ruslan Mingazow, ryska: Русла́н Ками́льевич Минга́зов, Ruslán Kamíljevitj Mingázov) född 23 november 1991 i Asjchabad, är en turkmensk fotbollsspelare. Mingazov spelar för närvarande för den lettiska klubben för Skonto Riga. Tidigare har Mingazov spelat för huvudstadsklubben FK Aşgabat.
Mingazov gjorde sin debut för Turkmenistans herrlandslag i fotboll den 14 april 2009 i en match i kvalspelet till AFC Challenge Cup 2010 mot Maldiverna. Han gjorde sitt första mål för landslaget i sin andra match, mot Bhutan den 16 april 2009. Han har sammanlagt spelat fem matcher för landslaget och gjort ett mål.
Ruslans far, Kamil Migazov, spelade tidigare för landslaget.